# Route der Industriekultur Rhein-Main Aschaffenburg

Logo der Route der Industriekultur Rhein-Main

Die Route der Industriekultur Rhein-Main Aschaffenburg gehört zur Route der Industriekultur Rhein-Main Bayerischer Untermain und ist damit eine Teilstrecke der Route der Industriekultur Rhein-Main in der bayerischen Stadt Aschaffenburg. Das Projekt versucht Denkmäler der Industriegeschichte im Rhein-Main-Gebiet zu erschließen.

## Route in Aschaffenburg

### Aschaffenburg-Stadt
| Route der Industriekultur Rhein-Main Aschaffenburg    | Route der Industriekultur Rhein-Main Aschaffenburg                            | Route der Industriekultur Rhein-Main Aschaffenburg | Route der Industriekultur Rhein-Main Aschaffenburg | Route der Industriekultur Rhein-Main Aschaffenburg                            | Route der Industriekultur Rhein-Main Aschaffenburg |
| Lage                                                  | Objekt                                                                        | Entstehungsjahr                                    | Beschreibung | Bild                                                                          |                                                    |
| ----------------------------------------------------- | ----------------------------------------------------------------------------- | -------------------------------------------------- | --- | ----------------------------------------------------------------------------- | -------------------------------------------------- |
| Ludwigstraße 2 (Standort)                             | Hauptbahnhof                                                                  | 1954–1956                                          | Zusammen mit dem Verwaltungsgebäude in der Formensprache der 1950er Jahre errichtet als Ersatz des 1853/54 von Gottfried von Neureuther entworfenen und im Zweiten Weltkrieg zerstörten Bahnhofs der königlich bayerischen Ludwigs-West-Bahn. (2009 abgebrochen) | weitere Bilder                                                                |                                                    |
| Ludwigstraße 2 (Standort)                             | Neuer Hauptbahnhof                                                            | 2010                                               | Der Aschaffenburger Hauptbahnhof liegt an der aufkommensstarken Schienenverkehrsachse Ruhrgebiet–Frankfurt (Main)–Nürnberg–München/Wien. Die Deutsche Bahn ordnet den Aschaffenburger Hauptbahnhof in die Preisklasse 2 ein. In der Kategorie Kleinstadtbahnhof wurde er Bahnhof des Jahres 2012. | weitere Bilder                                                                |                                                    |
| Müllerstraße 2 und 2a (Standort)                      | Lokschuppen mit Verwaltungsgebäude der großherzoglichen hessischen Staatsbahn | 1877/78                                            | Fünfständige Lokomotivremise in Formen des Spätklassizismus errichtet. Trotz einer nach Kriegsschäden veränderten Dachkonstruktion noch immer relativ ursprünglich. Einst Bau- heute Supermarkt. | Lokschuppen mit Verwaltungsgebäude der großherzoglichen hessischen Staatsbahn |                                                    |
| Ludwigstraße 3 (Standort)                             | Ehemalige Kleiderfabrik Desch                                                 | 1894/1946                                          | Fertigungsstätte von Johann Desch, dem Begründer der Aschaffenburger Herrenbekleidungsindustrie und Erfinder seriell produzierter Herrenkonfektion nach Standardmaß und der Heimschneiderei. Das Gebäude im Krieg zerstört, 1946 in vereinfachter Form wieder aufgebaut. | Ehemalige Kleiderfabrik Desch                                                 |                                                    |
| Kleberstraße 7 (Standort)                             | Weinhaus Stegmann                                                             |                                                    | Jahrzehntelang gehörte die Gilde der Heimschneider mit geschulterter Fertig- und Zuschnittware in markant blauen Heimarbeitersäcken zum Stadtbild von Aschaffenburg. Bevorzugter Treffpunkt und Sammelstelle für die Kuriere der umliegenden Orte war das Weinhaus Stegmann. Die Traditionsgaststätte ist heute noch Treffpunkt der Aschaffenburger; im Ausschank gepflegte Weine- | weitere Bilder                                                                |                                                    |
| Weichertstraße 20 (Standort)                          | Museum des Main-Echo-Verlages                                                 |                                                    | Es gibt Einblicke in die Geschichte der Druckbranche. Frühere Zeitungsproduktionen; von den Bleilettern über die Setzmaschinen bis zum Rotationsdruck. (Anmeldung erforderlich) | BW                                                                            |                                                    |
| Lindenstraße 26 (Standort)                            | Erstes Wohnhaus                                                               | 1908–1910                                          | Errichtet durch den Pumpenfabrikanten Anton Gentil im Landhausstil englischer Prägung mit Jugendstileinflüssen. Bildnerischer Schmuck, hochwertige Baustoffe und handwerkliche Qualität der Ausführung prägen auch die folgenden Gentilbauten. | weitere Bilder                                                                |                                                    |
| Grünewaldstraße 20 (Standort)                         | Gentilhaus                                                                    | 1922/23                                            | Domizil für seine permanent erweiterte Kunstsammlung. Heute Museum der Stadt Aschaffenburg. Im Nebengebäude, 1929 errichtet, Atelier für den Sohn Otto Gentil, Bildhauer, später Atelier des Malers Siegfried Rischar. (Besichtigung nach Voranmeldung) | weitere Bilder                                                                |                                                    |
| Gentilstraße 2 (Ecke Würzburger Straße B8) (Standort) | Gentilburg                                                                    | 1933                                               | Burgenartiges Gebäude mit vorgelagertem wehrhaft wirkendem Turm unter steilem Walmdach in erhöhter Lage. | weitere Bilder                                                                |                                                    |
| Am Floßhafen (Standort)                               | Kettenschleppschiff "Määkuh"                                                  | 1902                                               | Bis vor wenigen Jahren lag das zur Gaststätte umgebaute Kettenschleppschiff am Floßhafen. Es wurde von der Schiffswerft Übigau (Dresden) 1901 auf Kiel gelegt, 1902 in Aschaffenburg zusammengebaut und in Dienst gestellt. Bis zur Einstellung des Kettenschleppbetriebes (1936) zog die "Määkuh" bis zu zwölf Frachtkähne im Schlepptau an einer im Fluss liegenden Kette durch den seichten und unregulierten Main. Bis zur endgültigen Entscheidung durch den Stadtrat über den Standort liegt der Rumpf auf einem Industriegelände. | BW                                                                            |                                                    |
| Obernauer Straße 136 (Standort)                       | Bauhof Wasserstraßen- und Schifffahrtsamt Aschaffenburg                       | 1994–1998                                          | 1946 auf einem ehemaligen Militärgelände als Provisorium errichtet, ab 1994 neugestaltet sind vier Gebäude mit Verwaltungs- und Sozialräumen, Werkstätten, Ausbildungswerkstätten, eine Halle für Stahl-, Stahlwasser- und Maschinenbau, Lager und Mehrzweckanlage entstanden. | BW                                                                            |                                                    |

### -Damm
Stadtteil Damm.
| Route der Industriekultur Rhein-Main Aschaffenburg | Route der Industriekultur Rhein-Main Aschaffenburg | Route der Industriekultur Rhein-Main Aschaffenburg | Route der Industriekultur Rhein-Main Aschaffenburg | Route der Industriekultur Rhein-Main Aschaffenburg | Route der Industriekultur Rhein-Main Aschaffenburg |
| Lage                                               | Objekt                                             | Entstehungsjahr                                    | Beschreibung | Bild                                               |                                                    |
| -------------------------------------------------- | -------------------------------------------------- | -------------------------------------------------- | --- | -------------------------------------------------- | -------------------------------------------------- |
| Schwalbenrainweg 46 (Standort)                     | Ehemalige Papiermühle (Tittel-Mühle)               | 1797                                               | Von Melchior Kaufmann erbaut, als erster Betrieb zur Papierherstellung in Aschaffenburg. 1904 als Messwerkzeugfabrik (Tittel & Co.) 1998 entkernt und saniert nun ein Bürogebäude. Der imposante blieb erhalten. | Ehemalige Papiermühle (Tittel-Mühle)               |                                                    |

### -Leider
Stadtteil Leider.
| Route der Industriekultur Rhein-Main Aschaffenburg | Route der Industriekultur Rhein-Main Aschaffenburg       | Route der Industriekultur Rhein-Main Aschaffenburg | Route der Industriekultur Rhein-Main Aschaffenburg | Route der Industriekultur Rhein-Main Aschaffenburg       | Route der Industriekultur Rhein-Main Aschaffenburg |
| Lage                                               | Objekt                                                   | Entstehungsjahr                                    | Beschreibung | Bild                                                     |                                                    |
| -------------------------------------------------- | -------------------------------------------------------- | -------------------------------------------------- | --- | -------------------------------------------------------- | -------------------------------------------------- |
| Hafenbahnhofstraße 15–27 (Standort)                | Hafenverwaltung Hafenbahnhof-Güterabfertigung Wohnhäuser | 1914–1921                                          | Zeitgleich mit dem Hafenausbau entstanden Verwaltungs- und Wohnbauten entlang der Gleisanlagen der Hafenbahn. | Hafenverwaltung Hafenbahnhof-Güterabfertigung Wohnhäuser |                                                    |
| Industriestraße 9 (Standort)                       | Lok-Instandsetzungshalle                                 | 1914–1921                                          | Lok-Instandsetzungshalle im "Basilikaschema" mit fünfständigem halbrunden Lokschuppen. | weitere Bilder                                           |                                                    |
| Aschaffenburg-Leider (Standort)                    | Bayerischer Staatshafen Aschaffenburg                    | 1914–1921                                          | Erster Bayerischer Umschlags- und Handelshafen am kanalisierten Untermain; heute Zentrum moderner Logistik. Neben den Krananlagen aus der Anfangszeit, befindet sich eine moderne, hochleistungfähige Krananlage gigantischen Ausmaßes im neuen Containerhafen. Circa 70 Unternehmen aus Logistik, Produktion, Recycling, Versorgung und Dienstleistung nutzen den Hafen als Unternehmensstandort. | weitere Bilder                                           |                                                    |

### -Nilkheim
Stadtteil Nilkheim.
| Route der Industriekultur Rhein-Main Aschaffenburg | Route der Industriekultur Rhein-Main Aschaffenburg  | Route der Industriekultur Rhein-Main Aschaffenburg | Route der Industriekultur Rhein-Main Aschaffenburg | Route der Industriekultur Rhein-Main Aschaffenburg | Route der Industriekultur Rhein-Main Aschaffenburg |
| Lage                                               | Objekt                                              | Entstehungsjahr                                    | Beschreibung | Bild                                               |                                                    |
| -------------------------------------------------- | --------------------------------------------------- | -------------------------------------------------- | --- | -------------------------------------------------- | -------------------------------------------------- |
| Niedernberger Straße 52 (Standort)                 | Neues Wasserwerk Aschaffenburg                      | 1999                                               | Nach den neuesten Erkenntnissen der Trinkwassergewinnung konzipiert; voll automatisierte über Bildschirme visualisierte Aufbereitungsprozesse. Die Aufbereitung erfolgt drei Stufen, Enthärtung, Nitratentfernung und Nachreinigung. | BW                                                 |                                                    |
| Niedernberger Straße (Standort)                    | Altes Wasserwerk Aschaffenburg                      | 1906/07                                            | Ehemaliges Pumpenwerksgebäude des ausklingenden Jugendstils 1908 in Betrieb genommen., nach der Zerstörung im Zweiten Weltkrieg 1946 in vereinfachter Form wieder aufgebaut. Die ursprünglich Ausstattung ist nicht mehr vorhanden. Mit einer Druckstoßanlage wurde der historische Bau in das neue Wasserwerk integriert.                                | BW                                                 |                                                    |
| Wailandtstraße 11 (Standort)                       | Präsentations und Trainingszentrum der Firma Suffel | 1990/91                                            | Das nach einem Entwurf des Architekten Jürgen Schlauersbach errichtete Zentrum, eine halboffene Schulungsfläche mit einem freischwebenden Dach über kreisförmigem Grundriss. Daneben die von einem Maro-Dach überspannte Ausstellungshalle. Suffel-Fördertechnik ist Deutschlands größter Vertragshändler für den Bereich Material Handling der Linde AG. | BW                                                 |                                                    |
| Großostheimer Straße (Standort)                    | Nilkheimer Eisenbahnbrücke                          | 1909/10                                            | Flussbrücke aus zwei zu Segmentbögen vernieteten Gitterträger auf zentralem Strompfeiler mit doppelflankierenden Vorlandbrücken aus Naturstein an beiden Ufern. Über diese Brücke führt der Güterverkehr vom Hafen bzw. Industriegebiet West zum Südbahnhof.                                                                                              | weitere Bilder                                     |                                                    |

### -Obernau
Stadtteil Obernau
| Route der Industriekultur Rhein-Main Aschaffenburg | Route der Industriekultur Rhein-Main Aschaffenburg | Route der Industriekultur Rhein-Main Aschaffenburg | Route der Industriekultur Rhein-Main Aschaffenburg | Route der Industriekultur Rhein-Main Aschaffenburg | Route der Industriekultur Rhein-Main Aschaffenburg |
| Lage                                               | Objekt                                             | Entstehungsjahr                                    | Beschreibung | Bild                                               |                                                    |
| -------------------------------------------------- | -------------------------------------------------- | -------------------------------------------------- | --- | -------------------------------------------------- | -------------------------------------------------- |
| Schleusenweg (Standort)                            | Staustufe Obernau                                  | 1926–1930                                          | Zur Weiterführung des Mainausbaus bis Bamberg für den Rhein-Main-Donau-Kanal wurde sie als erste Staustufe in Bayern erbaut und besteht aus einem Wehr, Schleuse, Bootsschleuse, Fischpass und Wasserkraftwerk. Zwei Kaplan-Turbinen erzeugen seit 1930 Strom und werden heute von der E.ON Wasserkraft GmbH betrieben. | Staustufe Obernau                                  |                                                    |

### -Schweinheim
Stadtteil Schweinheim.
| Route der Industriekultur Rhein-Main Aschaffenburg    | Route der Industriekultur Rhein-Main Aschaffenburg | Route der Industriekultur Rhein-Main Aschaffenburg | Route der Industriekultur Rhein-Main Aschaffenburg | Route der Industriekultur Rhein-Main Aschaffenburg | Route der Industriekultur Rhein-Main Aschaffenburg |
| Lage                                                  | Objekt                                             | Entstehungsjahr                                    | Beschreibung | Bild                                               |                                                    |
| ----------------------------------------------------- | -------------------------------------------------- | -------------------------------------------------- | --- | -------------------------------------------------- | -------------------------------------------------- |
| Schweinheimer Straße 34 – Carl-Linde-Platz (Standort) | Linde AG Geschäftsbereich Linde Material Handling  | 1956/57                                            | Verwaltungsgebäude nach Entwürfen der Aschaffenburger Architekten Karl und Georg Jung in Stahlbetonkonstruktion mit Flachdach. Die 1906 von dem Konstrukteur Hugo Güldner und dem Kältetechniker Carl von Linde gegründeten "Güldner-Motoren-Gesellschaft" baute Gas- und Rohölmotore für Schlepper und Eismaschinen. 1929 von der "Gesellschaft für Lindes Eismaschinen AG übernommen werden heute im Werk II – Nilkheim (Staplerwerk), das zu den modernsten weltweit zählt, Gabelstapler und Mobilhydraulik-Komponente gefertigt. | weitere Bilder                                     |                                                    |
| Heckmannweg – Güldnerweg (Standort)                   | Heckmann-Siedlung                                  | 1907                                               | Als Wohnhäuser, anderthalbgeschossige Doppelhäuser, für die Mitarbeiter der C. Heckmann Kupfer- und Messingwerke 1907 in Ziegelbauweise mit verputzten Obergeschossen unter Krüppelwalmdächern errichtet und bis 1921 noch ergänzt als Heckmann-Siedlung bekannt. Umgebende Kleingärten mit Wirtschaftsgebäuden kleinmaßstäblichen Zuschnitts vermitteln bis heute ein hohes Maß an Wohnqualität. | Heckmann-Siedlung                                  |                                                    |